# Anomalon cruentatum
Anomalon cruentatum är en stekelart som först beskrevs av Geoffroy 1785.  Anomalon cruentatum ingår i släktet Anomalon och familjen brokparasitsteklar. Arten är reproducerande i Sverige. Inga underarter finns listade i Catalogue of Life.